# NGC 1475
NGC 1475 是波江座的遙遠椭圆星系，1886年由美國天文學家法蘭斯·萊文沃思發現，天體新總表（NGC）有收錄。
其面亮度僅14.29 mag/am2，屬於低表面亮度星系（LSB星系），即比鄰域夜空更暗一等的瀰漫星系。
科學家利用紅移以外的方法，測得NGC 1475距地球1.37億秒差距，與使用紅移推算的結果相符。

## 註
1. ↑  據哈勃定律，星系離地球而去的速率為v = Hod，其中Ho為哈勃常數（70±5 (km/s)/Mpc），d為星系至地球的距離。